# Perdita coreopsidis
Perdita coreopsidis är en biart som beskrevs av Cockerell 1906. Perdita coreopsidis ingår i släktet Perdita och familjen grävbin. Inga underarter finns listade i Catalogue of Life.